# Kij Johnson
Kij Johnson (nacida con el nombre Katherine Irenae Johnson el 20 de enero de 1960 en Harlan, Iowa) es una escritora estadounidense de literatura fantástica y de ciencia ficción.

## Biografía
Realizó sus estudios en escritura creativa y literatura en la Universidad de Minnesota y en la Universidad de Kansas, luego obtuvo un máster en escritura creativa en la Universidad Estatal de Carolina del Norte en 2012. Ese mismo año entró a trabajar como profesora asistente de escritura en la Universidad de Kansas, donde actualmente es directora asociada del Centro de Estudios de Ciencia Ficción.
Ha trabajado extensamente en el ámbito editorial. Fue jefa de redacción de Tor Books y de TSR (Wizards of the Coast) y editora de colecciones de Dark Horse Comics. Durante su tiempo trabajando en Wizards of the Coast, fue gerente de continuidad de Magic: The Gathering y directora creativa de Greyhawk y Forgotten Realms, siendo ambos escenarios de campaña para Dungeons & Dragons.
Johnson es autora de tres novelas y más de cincuenta relatos. Entre los galardones que ha obtenido figuran el Premio Theodore Sturgeon en 1994 por el cuento "Fox Magic", el Premio Crawford al mejor escritor nuevo de género fantástico en 2001, el Premio Mundial de Fantasía por el cuento "26 Monkeys, Also the Abyss" en 2008, el Premio Nébula al mejor relato corto por "Spar" en 2009, y por "Ponies" en 2010, y los premios Nébula y Hugo a la mejor novela corta por "The Man Who Bridged the Mist" en 2012.